# حزب کارگزاران سازندگی ایران
حزب کارگزاران سازندگی ایران که به بال راست اصلاحات معروف است، یک حزب سابقا از جناح راست سنتی و سپس پیوسته به جناح چپ در ایران است که توسط ۱۶ نفر از اعضای هیئت دولت اکبر هاشمی رفسنجانی در آذر ۱۳۷۴ خورشیدی آغاز به کار کرد. این حزب بعد از دوران دولت سازندگی به دلیل اصلی دفاع از سیاست‌ها و عملکرد اقتصادی نامحبوب این دولت بین بدنه اجتماعی این جناح، از جمله ماجرای موسوم به پول‌های بادآورده، تضاد منافع با بدنه اجتماعی راست سنتی بازاری با اقدامی مثل دولتی کردن خرده فروشی و خصوصی سازی‌های نامتعارف به تدریج از راست سنتی جدا شد و به جناح اصلاحات پیوست.  سنگ بنای حزب کارگزاران درست در مقطعی گذاشته شد که یک سال و نیم از عمر دولت دوم اکبر رفسنجانی باقی‌مانده بود. کارگزاران نخستین حزب سیاسی در ایران بود که در درون دولت شکل گرفت. هستهٔ اصلی حزب سازندگی را نیروهای سیاسی دولت اکبر هاشمی رفسنجانی تشکیل می‌دهند.
در تقسیم‌بندی‌هایی که بعدها بهزاد نبوی و مجاهدین انقلاب اسلامی انجام دادند، به کارگزاران راست مدرن گفتند که رایج شد، یعنی اردوگاه اینها اقتصاد سرمایه‌داری از نوع تکنوکراسی است و نه از نوع بازارگرایان سنتی جناح راست در ایران. اختلاف جدی جناح راست با اعضای کارگزاران به دفاع کامل اعضای این حزب از عملکرد اقتصادی دولت هاشمی رفسنجانی و فسادهای گسترده توسعه دستوری و تکنوکراتی این دوره بر می‌گردد که موجب انشعاب این حزب از جناح راست و پیوستن به جناح اصلاحات شد. بسیاری از اعضای ارشد این حزب متهم به متنعم شدن از پول‌های بادآورده در دولت هاشمی رفسنجانی ناشی از ساختارهای فسادزا که از دهه ۶۰ پایه‌گذاری شده بودند و در این دوره پول‌های هنگفتی به آن‌ها تزریق شد می‌شوند. همچنین متهم به متنعم شدن از پول‌های بادآورده درنتیجه فرآیند عرضه شرکت‌های دولتی برای مدیران بجای خصوصی‌سازی واقعی در این دوره می‌شوند.
حزب کارگزاران سازندگی به دیدگاه‌های رادیکال غرب زده در حوزه سیاست و فرهنگ معروف است اما در حوزه اقتصاد افرادی که در کارگزاران بودند، دارای تفکر یکسان اقتصادی نبوده‌اند. در این حزب محسن نوربخش به‌عنوان چهره‌ای که گرایش به اقتصاد مدرن داشت مطرح بود و نگاه ایشان با نوع نگاه محمد هاشمی و هاشمی‌ طباء و بسیاری درگر که گرایش چپ داشتند قابل مقایسه نبود و بعد از فوت ایشان این وزنه تعادل تغییر کرد و درحالی که شعار فرهنگ، سیاست و اقتصاد لیبرالی می‌دادند، اعضای ارشدی از این حزب مثل نعمت‌زاده، عیسی کلانتری، بیژن‌ نامدار زنگنه که به خصوص در دولت حسن روحانی در مسئولیت‌های ارشد اقتصادی سیاست‌های ضد اقتصاد متعارف و چپ گرایانه را پیاده کردند.

## هیئت مؤسس
هیئت مؤسس حزب کارگزاران سازندگی ایران به شرح زیر است:
| نام                   | امضاءکنندگانِ بیانیهٔسال ۱۳۷۴ | متقاضیان تأسیسسال ۱۳۷۸ |
| --------------------- | --------------------------- | ---------------------- |
| محمدعلی نجفی          | Green tick                  | Green tick             |
| مرتضی محمدخان         | Green tick                  | —                      |
| سید محمد غرضی         | Green tick                  | —                      |
| غلامرضا فروزش         | Green tick                  | —                      |
| اکبر ترکان            | Green tick                  | —                      |
| محمدرضا نعمت‌زاده      | Green tick                  | —                      |
| عیسی کلانتری          | Green tick                  | —                      |
| بیژن نامدار زنگنه     | Green tick                  | —                      |
| غلامرضا شافعی         | Green tick                  | —                      |
| محمداسماعیل شوشتری    | Green tick                  | —                      |
| غلامحسین کرباسچی      | Green tick                  | رد صلاحیت              |
| سید محسن نوربخش       | Green tick                  | Green tick             |
| محمد هاشمی رفسنجانی   | Green tick                  | Green tick             |
| سید عطاءالله مهاجرانی | Green tick                  | Green tick             |
| رضا امراللهی          | Green tick                  | Green tick             |
| سید مصطفی هاشمی‌طبا    | Green tick                  | رد صلاحیت              |
| علی هاشمی رفسنجانی    | —                           | رد صلاحیت              |
| فائزه هاشمی رفسنجانی  | —                           | Green tick             |
| سید حسین مرعشی        | —                           | Green tick             |

## هیئت اجرایی
| نام              | دوران      | م.            |
| ---------------- | ---------- | ------------- |
| غلامحسین کرباسچی | ۱۴۰۰–۱۳۷۸  | [ ۲۲ ] [ ۲۳ ] |
| سید حسین مرعشی   | اکنون–۱۴۰۰ | [ ۲۴ ]        |

| نام                 | دوران      | م.            |
| ------------------- | ---------- | ------------- |
| سید حسین مرعشی      | ۱۳۹۳–۱۳۷۸  | [ ۲۵ ]        |
| سعید لیلاز          | ۱۳۹۶–۱۳۹۳  | [ ۲۶ ] [ ۲۷ ] |
| —                   | ۱۳۹۸–۱۳۹۶  |               |
| سید علیرضا سیاسی‌راد | ۱۴۰۰–۱۳۹۸  | [ ۲۸ ]        |
| فرزانه ترکان        | ۱۴۰۰       | [ ۲۹ ]        |
| محمدرضا علی‌حسینی    | ۱۴۰۲–۱۴۰۰  | [ ۳۰ ]        |
| علی هاشمی بهرمانی   | اکنون–۱۴۰۲ | [ ۳۱ ]        |

## شورای مرکزی

#### هیئت رئیسه
| نام                 | دوران      | م.     |
| ------------------- | ---------- | ------ |
| محمدعلی نجفی        | ۱۳۹۳–۱۳۷۸  | [ ۳۳ ] |
| اسحاق جهانگیری      | ۱۳۹۵–۱۳۹۳  | [ ۲۶ ] |
| محسن هاشمی رفسنجانی | اکنون–۱۳۹۵ | [ ۳۴ ] |

| نام                 | دوران     | م.     |
| ------------------- | --------- | ------ |
| محسن هاشمی رفسنجانی | ۱۳۹۵–۱۳۹۳ | [ ۲۶ ] |
| —                   | ۱۳۹۶–۱۳۹۵ |        |
| یدالله طاهرنژاد     | ۱۴۰۰–۱۳۹۶ | [ ۳۵ ] |

| نام         | دوران      | م.     |
| ----------- | ---------- | ------ |
| فاطمه سعیدی | اکنون–۱۴۰۰ | [ ۳۶ ] |

| نام       | دوران      | م.     |
| --------- | ---------- | ------ |
| علی جمالی | اکنون–۱۴۰۰ | [ ۳۶ ] |

| نام            | دوران      | م.     |
| -------------- | ---------- | ------ |
| سید افضل موسوی | اکنون–۱۳۹۳ | [ ۲۶ ] |

| نام             | دوران      | م.     |
| --------------- | ---------- | ------ |
| یدالله طاهرنژاد | ۱۳۹۶–۱۳۹۳  | [ ۲۶ ] |
| فرزانه ترکان    | ۱۴۰۰–۱۳۹۶  | [ ۳۵ ] |
| حامد منتظری     | اکنون–۱۴۰۰ | [ ۳۶ ] |

| نام                | دوران      | م.     |
| ------------------ | ---------- | ------ |
| فرزانه ترکان       | ۱۳۹۶–۱۳۹۳  | [ ۲۶ ] |
| علی جمالی          | ۱۴۰۰–۱۳۹۶  | [ ۳۵ ] |
| کامبیز مشتاق گوهری | ۱۴۰۲–۱۴۰۰  | [ ۳۶ ] |
| طیبه اصفهانی       | اکنون–۱۴۰۲ | [ ۳۷ ] |

#### اعضای غیرانتخابی
با صدور مجوز رسمی فعالیت حزب در مرداد ۱۳۷۸، هیئت مؤسس در شهریورماه اقدام به تعیین ۲۳ نفر به عنوان شورای مرکزی حزب نمود. خروج بعضی از اعضای شورای مرکزی، لزوم تعیین اعضای جدید شورای مرکزی را ایجاب می‌کرد اما ترمیم شورای مرکزی تا فروردین ۱۳۹۳ به تعویق افتاد.
| ۱  | محمد هاشمی رفسنجانی (۱۳۹۳–۱۳۷۸)         |
| ۲  | غلامحسین کرباسچی (۱۳۹۳–۱۳۷۸)            |
| ۳  | محمدعلی نجفی (۱۳۹۳–۱۳۷۸)                |
| ۴  | سید عطاءالله مهاجرانی (؟–۱۳۷۸) ← ؟      |
| ۵  | سید محسن نوربخش (۱۳۸۲–۱۳۷۸) ← درگذشت    |
| ۶  | سید مصطفی هاشمی‌طبا (۱۳۷۹–۱۳۷۸) ← استعفا |
| ۷  | غلامرضا فروزش (؟–۱۳۷۸) ← ؟              |
| ۸  | فائزه هاشمی رفسنجانی (۱۳۹۳–۱۳۷۸)        |
| ۹  | فاطمه رمضان‌زاده (۱۳۷۹–۱۳۷۸) ← استعفا    |
| ۱۰ | اسماعیل جبارزاده (۱۳۹۳–۱۳۷۸)            |
| ۱۱ | سید حسین هاشمی (۱۳۹۳–۱۳۷۸)              |
| ۱۲ | هدایت‌الله آقایی (؟–۱۳۷۸) ← ؟            |
| ۱۳ | علی‌حسین مصلحی (؟–۱۳۷۸) ← ؟              |
| ۱۴ | علی هاشمی رفسنجانی (۱۳۹۳–۱۳۷۸)          |
| ۱۵ | محسن هاشمی رفسنجانی (۱۳۹۳–۱۳۷۸)         |
| ۱۶ | اسحاق جهانگیری (۱۳۹۳–۱۳۷۸)              |
| ۱۷ | رضا ملک‌زاده (۱۳۹۳–۱۳۷۸)                 |
| ۱۸ | ایرج فاضل (؟–۱۳۷۸) ← ؟                  |
| ۱۹ | عبدالناصر همتی (۱۳۹۳–۱۳۷۸)              |
| ۲۰ | رضا امراللهی (۱۳۹۳–۱۳۷۸)                |
| ۲۱ | یدالله طاهرنژاد (۱۳۹۳–۱۳۷۸)             |
| ۲۲ | محمد عطریانفر (؟–۱۳۷۸) ← ؟              |
| ۲۳ | سید حسین مرعشی (۱۳۹۳–۱۳۷۸)              |

| ۱  | محمد هاشمی رفسنجانی (۱۳۹۳) ← سید محمود علیزاده طباطبایی (۱۳۹۴) |
| ۲  | غلامحسین کرباسچی (۱۳۹۴–۱۳۹۳)                                   |
| ۳  | محمدعلی نجفی (۱۳۹۴–۱۳۹۳)                                       |
| ۴  | فائزه هاشمی رفسنجانی (۱۳۹۴–۱۳۹۳)                               |
| ۵  | اسماعیل جبارزاده (۱۳۹۴–۱۳۹۳)                                   |
| ۶  | سید حسین هاشمی (۱۳۹۴–۱۳۹۳)                                     |
| ۷  | علی هاشمی رفسنجانی (۱۳۹۴–۱۳۹۳)                                 |
| ۸  | محسن هاشمی رفسنجانی (۱۳۹۴–۱۳۹۳)                                |
| ۹  | اسحاق جهانگیری (۱۳۹۴–۱۳۹۳)                                     |
| ۱۰ | رضا ملک‌زاده (۱۳۹۴–۱۳۹۳)                                        |
| ۱۱ | عبدالناصر همتی (۱۳۹۴–۱۳۹۳)                                     |
| ۱۲ | رضا امراللهی (۱۳۹۴–۱۳۹۳)                                       |
| ۱۳ | یدالله طاهرنژاد (۱۳۹۴–۱۳۹۳)                                    |
| ۱۴ | سید حسین مرعشی (۱۳۹۴–۱۳۹۳)                                     |
| ۱۵ | سید محمدحسین عادلی (۱۳۹۴–۱۳۹۳)                                 |
| ۱۶ | سعید لیلاز (۱۳۹۴–۱۳۹۳)                                         |
| ۱۷ | محمد قوچانی (۱۳۹۴–۱۳۹۳)                                        |
| ۱۸ | علی جمالی (۱۳۹۴–۱۳۹۳)                                          |
| ۱۹ | شهربانو امانی (۱۳۹۴–۱۳۹۳)                                      |
| ۲۰ | سیده فاطمه مقیمی (۱۳۹۴–۱۳۹۳)                                   |
| ۲۱ | زهرا صدراعظم نوری (۱۳۹۴–۱۳۹۳)                                  |
| ۲۲ | غلامعباس آقاعلیخانی (۱۳۹۴–۱۳۹۳)                                |
| ۲۳ | علی‌اشرف افخمی (۱۳۹۴–۱۳۹۳)                                      |
| ۲۴ | سید افضل موسوی (۱۳۹۴–۱۳۹۳)                                     |
| ۲۵ | غلامرضا پناه (۱۳۹۴–۱۳۹۳)                                       |
| ۲۶ | سید عبدالله حسینی (۱۳۹۴–۱۳۹۳)                                  |
| ۲۷ | عباسعلی اللهیاری (۱۳۹۴–۱۳۹۳)                                   |
| ۲۸ | فرزانه ترکان (۱۳۹۴–۱۳۹۳)                                       |
| ۲۹ | معصومه کفایتی (۱۳۹۴–۱۳۹۳)                                      |
| ۳۰ | جهانبخش خانجانی (۱۳۹۴–۱۳۹۳)                                    |
| ۳۱ | ملکی (۱۳۹۴–۱۳۹۳)                                               |

#### اعضای منتخب کنگره
| نام                        | کنگرهٔ نخست۱۳۹۴ | کنگرهٔ دوم۱۳۹۶ | کنگرهٔ سوم۱۳۹۷ | کنگرهٔ چهارم۱۳۹۹ | کنگرهٔ پنجم۱۴۰۲ |
| -------------------------- | -------------- | ------------- | ------------- | --------------- | -------------- |
| اسحاق جهانگیری             | Y [ الف ]      | —             | —             | —               |                |
| غلامحسین کرباسچی           | Green tick     | Green tick    | تثبیت قبلی    | Green tick      | تثبیت قبلی     |
| سید حسین مرعشی             | Green tick     | Green tick    | تثبیت قبلی    | Green tick      | تثبیت قبلی     |
| فائزه هاشمی رفسنجانی       | Green tick     | Green tick    | تثبیت قبلی    | Green tick      | تثبیت قبلی     |
| رضا امراللهی               | Green tick     | Green tick    | تثبیت قبلی    | —               | —              |
| محمد قوچانی                | Green tick     | Green tick    | تثبیت قبلی    | Green tick      | تثبیت قبلی     |
| غلامعباس آقاعلیخانی        | Green tick     | Green tick    | تثبیت قبلی    | —               | —              |
| سید حسین هاشمی             | Y [ الف ]      | —             | —             | —               | —              |
| غلامرضا پناه               | Green tick     | Green tick    | Green tick    | تثبیت قبلی      | علی‌البدل       |
| هدایت‌الله آقایی            | Green tick     | Green tick    | علی‌البدل      | —               | —              |
| پروانه مافی                | Green tick     | Green tick    | تثبیت قبلی    | Green tick      | تثبیت قبلی     |
| معصومه کفایتی              | Green tick     | —             | —             | —               | —              |
| فرزانه ترکان               | Green tick     | تثبیت قبلی    | Green tick    | تثبیت قبلی      | Green tick     |
| شهربانو امانی              | Green tick     | تثبیت قبلی    | Green tick    | تثبیت قبلی      | Green tick     |
| سیده فاطمه مقیمی           | Green tick     | تثبیت قبلی    | —             | —               | —              |
| اسفندیار عشوری             | Green tick     | تثبیت قبلی    | Green tick    | تثبیت قبلی      | —              |
| مختار طاهریان              | Green tick     | تثبیت قبلی    | علی‌البدل      | —               | —              |
| محسن هاشمی رفسنجانی        | Green tick     | تثبیت قبلی    | Green tick    | تثبیت قبلی      | Green tick     |
| سعید لیلاز                 | Green tick     | تثبیت قبلی    | Green tick    | تثبیت قبلی      | —              |
| محمد عطریانفر              | Green tick     | تثبیت قبلی    | Green tick    | تثبیت قبلی      | Green tick     |
| علی هاشمی رفسنجانی         | Green tick     | تثبیت قبلی    | Green tick    | تثبیت قبلی      | Green tick     |
| جهانبخش خانجانی            | Green tick     | تثبیت قبلی    | Green tick    | تثبیت قبلی      | Green tick     |
| سید محمود علیزاده طباطبایی | Green tick     | تثبیت قبلی    | Green tick    | تثبیت قبلی      | Green tick     |
| احمد نقیب‌زاده              | Green tick     | تثبیت قبلی    | Green tick    | تثبیت قبلی      | Green tick     |
| لیلا دودمان                | بازرس          | بازرس         | بازرس         | —               | —              |
| سید مجتبی سادات‌محمدی       | بازرس          | —             | —             | —               | —              |
| محمد آقایی                 | بازرس          | —             | —             | —               | —              |
| محمدمهدی بهزادیان          | —              | Green tick    | تثبیت قبلی    | Green tick      | تثبیت قبلی     |
| ناهید تاج‌الدین             | —              | Green tick    | تثبیت قبلی    | Green tick      | تثبیت قبلی     |
| سید عبدالله حسینی          | —              | Green tick    | علی‌البدل      | —               | علی‌البدل       |
| علی جمالی                  | —              | Green tick    | Green tick    | تثبیت قبلی      | Green tick     |
| جلیل رحیمی جهان‌آبادی       | —              | Green tick    | —             | —               | —              |
| فاطمه سعیدی                | —              | Green tick    | تثبیت قبلی    | Green tick      | تثبیت قبلی     |
| سید علیرضا سیاسی‌راد        | —              | Green tick    | تثبیت قبلی    | Green tick      | تثبیت قبلی     |
| یدالله طاهرنژاد            | —              | Green tick    | تثبیت قبلی    | Green tick      | تثبیت قبلی     |
| محمدرضا علی‌حسینی           | —              | Green tick    | تثبیت قبلی    | —               | علی‌البدل       |
| بهرام فیاضی                | —              | Green tick    | تثبیت قبلی    | Green tick      | تثبیت قبلی     |
| طاهره میرساردو             | —              | Green tick    | تثبیت قبلی    | Green tick      | تثبیت قبلی     |
| سید افضل موسوی             | —              | Green tick    | Green tick    | تثبیت قبلی      | علی‌البدل       |
| علی‌محمد نمازی              | —              | Green tick    | تثبیت قبلی    | Green tick      | تثبیت قبلی     |
| عبدالرضا هاشم‌زائی          | —              | Green tick    | تثبیت قبلی    | —               | —              |
| طیبه اصفهانی               | —              | بازرس         | بازرس         | —               | Green tick     |
| حامد منتظری                | —              | —             | Green tick    | تثبیت قبلی      | Green tick     |
| فاطمه رمضان‌زاده            | —              | —             | Green tick    | تثبیت قبلی      | —              |
| لیلا خوشکام                | —              | —             | Green tick    | تثبیت قبلی      | —              |
| امیر اقتناعی               | —              | —             | Green tick    | تثبیت قبلی      | Green tick     |
| کامیبز مشتاق گوهری         | —              | —             | Green tick    | تثبیت قبلی      | علی‌البدل       |
| ابراهیم بای سلامی          | —              | —             | علی‌البدل      | —               | —              |
| ولی‌الله افخمی‌راد           | —              | —             | علی‌البدل      | Green tick      | تثبیت قبلی     |
| حسین عسگری                 | —              | —             | علی‌البدل      | —               | —              |
| احمد حاتمی‌یزد              | —              | —             | علی‌البدل      | —               | —              |
| اسماعیل جبارزاده           | —              | —             | علی‌البدل      | —               | —              |
| عبدالرحیم کردی             | —              | —             | علی‌البدل      | —               | —              |
| امید عرب                   | —              | —             | بازرس         | —               | —              |
| مصطفی پهلوانی              | —              | —             | —             | Green tick      | تثبیت قبلی     |
| محمود سعیدی‌زاده            | —              | —             | —             | Green tick      | تثبیت قبلی     |
| عبدالله شهنوازی            | —              | —             | —             | Green tick      | تثبیت قبلی     |
| کوروش دست‌پاک               | —              | —             | —             | —               | Green tick     |
| ناعمه علی‌نژاد              | —              | —             | —             | —               | Green tick     |
| محمدهادی جلیلی             | —              | —             | —             | —               | Green tick     |
| مجید صالحی                 | —              | —             | —             | —               | Green tick     |
| ارسلان شهنی                | —              | —             | —             | —               | Green tick     |
| ابراهیم امینی‌پور           | —              | —             | —             | —               | علی‌البدل       |
| داریوش خسرویار             | —              | —             | —             | —               | علی‌البدل       |
| اسماعیل محمدی‌خواه آستانه   | —              | —             | —             | —               | علی‌البدل       |
| جواد پاریاد زنجانی         | —              | —             | —             | —               | علی‌البدل       |
| علی باخرد                  | —              | —             | —             | —               | بازرس          |
| مهدی محبی                  | —              | —             | —             | —               | بازرس          |
| بهروز نادری‌نسب             | —              | —             | —             | —               | بازرس          |
| تعداد آرای مأخوذه          | —              | —             | ۳۴۶           | ۳۹۲             | —              |
| تعداد واجدان حق رأی        | —              | —             | —             | ۵۸۹             | ۴۸۲            |

## اعضای سابق
استعفا
- محمد هاشمی رفسنجانی، معاون اجرایی رئیس‌جمهور (۱۳۸۰–۱۳۷۴)، استعفا در سال ۱۳۹۳.

فوت
- سید محسن نوربخش، رئیس کل بانک مرکزی (۱۳۸۲–۱۳۷۳)، فوت در سال ۱۳۸۲.
- حسن حبیبی، معاون اول رئیس‌جمهور (۱۳۸۰–۱۳۶۸)، فوت در سال ۱۳۹۱.
- اسماعیل جبارزاده، معاون سیاسی وزیر کشور (۱۳۹۷–۱۳۹۶)، فوت در سال ۱۴۰۰.

## اعضای دارای مسئولیت‌های اجرایی
- غلامرضا نوری قزلجه، وزیر جهاد کشاورزی.
- علی عبدالعلی‌زاده، نماینده رئیس‌جمهور در هماهنگی اجرای سیاست‌های کلی توسعه دریامحور.

## تاریخچه

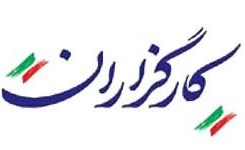
نشانوارۀ پیشین حزب کارگزاران سازندگی

در آذر ماه ۱۳۷۴ شانزده تن از وزیران، معاونان و نزدیکان اکبر هاشمی رفسنجانی، رئیس‌جمهور وقت ایران، در بیانیه‌ای با عنوان «خدمت‌گزاران سازندگی» اعلام کردند در انتخابات مجلس پنجم فعالانه حاضر خواهند شد و فهرستی از نامزدهای مورد حمایت خود را معرفی خواهند کرد. این اقدام با واکنش منفی شدید جناح راست جمهوری اسلامی ایران رو به رو شد که این اقدام را دخالت قوهٔ مجریه در قوهٔ مقننه قلمداد کردند و وزرای امضاکنندهٔ بیانیه را تهدید به استیضاح نمودند و حتی طرح بررسی کفایت رئیس‌جمهور در مجلس را مطرح کردند.
در نهایت با فرمان رهبر جمهوری اسلامی، مبنی بر حضور نداشتن وزیران در این گروه، غائله فروکش کرد و با حذف ۱۰ وزیر، به یک جمع ۶ نفره کاهش یافت که شامل ۵ معاون رئیس‌جمهور و شهردار تهران می‌شدند، که با صدور بیانیه‌ای با عنوان «کارگزاران سازندگی» حضور خود را در عرصهٔ انتخابات اعلام کردند. این گروه با فشار شورای نگهبان فعالیت انتخاباتی خود را با عنوان «جمعی از کارگزاران سازندگی» سامان داد.
بدین ترتیب، حزب کارگزاران سازندگی ایران تأسیس شد. هر چند که محمدعلی نجفی، علاوه‌بر این ۶ نفر، در جلسات هیئت مؤسس شرکت می‌کرد. کارگزاران به دست محفلی از مدیران تأسیس شد که اغلب از ۳ استان کشور برخاسته بودند؛ کرمان، اصفهان و یزد. در روز تأسیس این حزب، مرعشی علاوه‌بر مدیران داخل دولت و اقوام نزدیک، از شماری از افراد چپ آن روز نظیر اسحاق جهانگیری، غلامرضا آقازاده، مهدی کروبی، سید محمد خاتمی و چند تن دیگر نیز دعوت به عمل آورد. اما از میان این جمع چهره‌های سرشناس چپ نظیر مهدی کروبی و محمد خاتمی به دلیل فعال بودن در مجمع روحانیون مبارز در آن جلسه و جلسات بعدی حزب حاضر نشدند. پس از اکبر هاشمی رفسنجانی که به عنوان پدر معنوی حزب خوانده می‌شد و اصلیتی کرمانی دارد، حسین مرعشی، فائزه هاشمی (دختر رئیس‌جمهور)، محمد هاشمی رفسنجانی (برادر رئیس‌جمهور)، علی هاشمی (برادرزاده رئیس‌جمهور)، محسن هاشمی رفسنجانی (پسر ارشد رئیس‌جمهور) و اسحاق جهانگیری نیز خاستگاهی کرمانی دارند. رضا امراللهی و فاطمه رمضان‌زاده نیز از منطقهٔ مجاور کرمان یعنی یزد وارد حزب شدند. پس از طیف مدیران کرمانی و یزدی، دومین حلقه پر نفوذ حزب را اصفهانی‌ها تشکیل می‌دهند که در این جمع دو نفر سرشناس ترند و هنوز هم به عنوان «مردان سایهٔ رفسنجانی» گردانندهٔ حزب هستند، این زوج غلامحسین کرباسچی و محمد عطریانفر هستند. گرچه هاشمی رفسنجانی خود در سال ۱۳۹۵ درگذشت.
در تاریخ ۱۸ آبان ۱۴۰۰ شورای مرکزی جدید حزب حسین مرعشی را به عنوان دبیر کل انتخاب کردند و غلامحسین کرباسچی به عنوان دبیر کمیته سیاسی انتخاب شد. 

### انتخابات ریاست‌جمهوری ایران (۱۳۸۸)
هر چند غلامحسین کرباسچی دبیرکل حزب کارگزاران سازندگی در انتخابات ریاست جمهوری ایران (۱۳۸۸) از مهدی کروبی حمایت کرد اما حزب کارگزاران از نامزدی میر حسین موسوی حمایت کرد.
پس از اعتراضات به نتایج انتخابات ریاست جمهوری دهم حزب کارگزاران و اعضای آن در اعتراض به نتایج انتخابات، اقدام به نوشتن بیانیه‌هایی کردند. در قسمتی از این بیانیه در تیرماه ۱۳۸۸ آمده‌است: «مایهٔ تأسف و تأثر گردید اینکه در اوج شکوه و عظمت سیاسی ملت ایران، پاره‌ای جزم اندیشی‌ها، بی‌تدبیری‌ها، خودخواهی‌ها و ناسپاسی‌ها، این نعمت بزرگ را به نقمت، اعتماد عمومی را به بی‌اعتمادی و فرصت‌ها را به تهدید تبدیل کرد.» حزب کارگزاران سازندگی در این بیانیه از مسئولان انتقاد کرده و گفته‌است «انتظار می‌رفت مسئولان کشور، اعتراضات به حق مردم را تحمل و به جای برخوردهای خشن و غیرقانونی با مردم و دستگیری و زندانی کردن فعالان سیاسی بی‌گناه، با صدور مجوزهای قانونی، اعتراضات را به مسیر صحیح هدایت و به پیشنهاد مراجع بزرگ تقلید و شخصیت‌های سیاسی، برای تشکیل یک هیئت حکمیت ملی و بی‌طرف در بررسی نتایج انتخابات ترتیب اثر می‌دادند.»

### دستگیری اعضای حزب
شمار زیادی از اعضای حزب کارگزاران سازندگی نظیر هدایت آقایی، محمد عطریانفر، فائزه هاشمی، روشنک سیاسی، آیدا مصباحی، جهانبخش خانجانی، مرتضی الویری و حسین مرعشی پس از اعتراضات به نتایج انتخابات ریاست جمهوری دهم زندانی شدند.

### سازمان جوانان
سازمان جوانان حزب کارگزاران سازندگی ایران به صورت رسمی در سال ۱۳۹۹ تاسیس شد و تاکنون پس از یک دوره دو ساله هیئت موسس -از سال ۹۷ تا ۹۹- دو دوره توسط شورای جوانان اداره شده است.
چارت تشکیلاتی این سازمان تابع چارت حزب کارگزاران سازندگی ایران بوده و از جمله ارکان آن می‌توان به دبیر، هیئت رئیسه، قائم مقام، معاونت‌ها و کمیته‌های این سازمان اشاره کرد.
سازمان جوانان همچنین دارای یک شورا می‌باشد که به نوعی شورای مرکزی این تشکیلات محسوب شده و اعضای آن با حکم دبیرکل حزب به مدت دو سال انتخاب می‌گردند.
جامعه مخاطب این سازمان، دانشجویان و دانشگاهیان، فعالین سیاسی، مدنی، رسانه‌ای و اقتصادی جوان می‌باشد.
رویکرد گفتمانی سازمان جوانان حزب کارگزاران سازندگی مبتنی بر آزادی، توسعه و خوشکامی جوانان از طریق مشارکت حداکثری و شناسایی نیروهای انسانی جوان و پرورش آنان می‌باشد.
این سازمان در دوره اول تاسیس خود در سال ۱۳۹۹ با چشم اندازی رو به آینده و سعی در تثبیت خود به عنوان نهادی تاثیرگذار برای جوانان در حزب کارگزاران سازندگی ایران و فضای سیاسی کشور، به تلاش برای جذب جوانان در حوزه‌های مختلف که با کمک آنان به پیشبرد گفتمان آزادی‌خواهانه‌ی اصلاحی در کشور بپردازد، اقدام کرد.
از جمله اقدامات صورت گرفته توسط سازمان جوانان، می‌توان فعالیت های پژوهشی و رسانه ای مانند تهیه پادکست‌های آموزشی، انتشار صفحه جوان در روزنامه سازندگی و برگزاری برنامه های گفت‌وگو با محوریت دغدغه‌های جوانان]] نام برد.
همچنین برگزاری جلسات متعدد با چهره‌های مختلف سیاسی، حضور اعضا در کنگره و شورای مرکزی حزب کارگزاران سازندگی و امور اجرایی همچون برگزاری مراسم افطاری با حضور فعالین سیاسی و جوانان در ماه رمضان، پویش سراسری اهدای خون، حضور در آسایشگاه سالمندان جنگ تحمیلی و راه‌اندازی دفاتر استانی، از جمله اقدامات انجام شده توسط سازمان جوانان حزب کارگزاران سازندگی ایران بوده است.
سازمان جوانان حزب کارگزاران سازندگی ایران پس از درگذشت مهسا امینی بیانیه‌ای صادر کرد که در آن این رخداد دلخراش را از سه منظر مورد بررسی و واکاوی قرارداد.
همچنین در آبان ماه ۱۴۰۱ گفت و گویی از سازمان جوانان حزب کارگزاران سازندگی ایران با 
در آذر سال ۱۴۰۱ نیز سازمان جوانان حزب کارگزاران سازندگی ایران، دو ویژه‌نامه مرتبط با روز دانشجو خود را در صفحه جوان روزنامه سازندگی -سازندگی جوان- منتشر کرد.
گفتنی‌است دوره دوم شورای سازمان جوانان حزب کارگزاران سازندگی در بهار ۱۴۰۱ شروع به فعالیت کرد.
لازم به ذکر است دبیری سازمان جوانان حزب کارگزاران سازندگی ایران در هر دو دوره بر عهده کوروش دست‌پاک بوده و محمدرضا ستاری ریاست شورای مرکزی این سازمان در دوره دوم را برعهده دارد.

## اهداف و شعارهای حزب
این حزب دستیابی به فضای باز اقتصادی و توسعهٔ پایدار اقتصادی را به عنوان زمینه‌ساز رسیدن به آزادی‌های سیاسی و اجتماعی می‌داند. در هنگام تأسیس این حزب، شعار رسمی حزب: «عزت اسلامی، تدوام سازندگی، آبادانی ایران» بیان شد.

## تریبون‌ها

### سخنگو
سخنگوی رسمی این حزب سید حسین مرعشی است.

### روزنامهٔ کارگزاران
روزنامهٔ کارگزاران اولین تریبون رسمی این حزب بود. این روزنامه در ۱۱ دی ۱۳۸۷ ه‍.ش به دلیل انتشار بیانیهٔ دفتر تحکیم وحدت پیرامون جنگ غزه که به جز اسرائیل، حماس را به علت سوءاستفاده از غیرنظامیان و حکومت ایران را به‌خاطر تجهیز حماس محکوم کرده بود، توسط هیئت نظارت بر مطبوعات توقیف شد. قرار بود این انتشار این روزنامه با سازوکار نو مجدداً از سال ۹۳ آغاز شود؛ که هرگز آغاز نشد.

### روزنامه سازندگی
در ۲۳ اردیبهشت ۱۳۹۶ ه‍.ش نخستین شمارهٔ هفته‌نامهٔ سازندگی به عنوان ارگان رسمی حزب کارگزاران سازندگی به سردبیری محمد قوچانی منتشر شد.
پس از آن هفته‌نامه تبدیل به روزنامه شد و اکنون اکبر منتجبی سردبیری روزنامه سازندگی را برعهده دارد.

### گروه مطبوعاتی هم‌میهن
هفته‌نامهٔ صدا، مهرنامه، سیاست‌نامه، ماهنامهٔ تجربه و ... از جمله زیرشاخه‌های گروه مطبوعاتی هم‌میهن که محمد قوچانی سردبیری و مدیریت آن را برعهده داشت و ارگان‌های غیررسمی حزب محسوب می‌شوند.

## یادداشت
1. 1 2  استعفا از شورای مرکزی در سال ۱۳۹۵.